# Evangelische Frauen in Baden

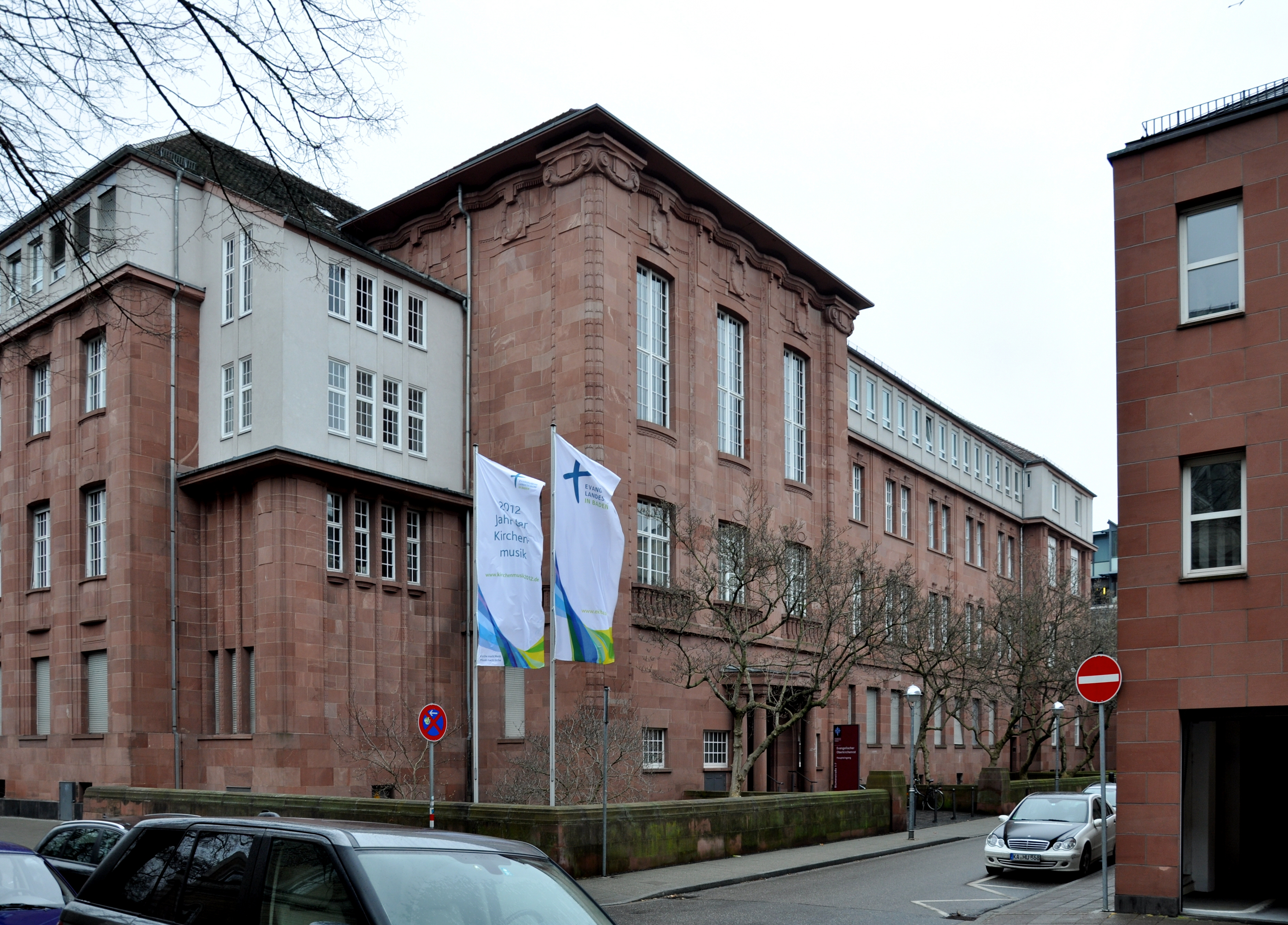
„Oberkirchenrat“ – die Zentrale der Evangelischen Landeskirche Baden

Der bei der Evangelischen Landeskirche Badens angesiedelte Verband Evangelische Frauen in Baden wurde 1916 als „Verband Evangelischer Frauenvereinigungen für Innere Mission in Baden“ gegründet. Er wechselte mehrmals den Namen. Seit 1916 engagierten sich ehrenamtlich und später hauptamtlich tätige Frauen für Kirche und Gesellschaft.

## Gründung des Vereins im Ersten Weltkrieg

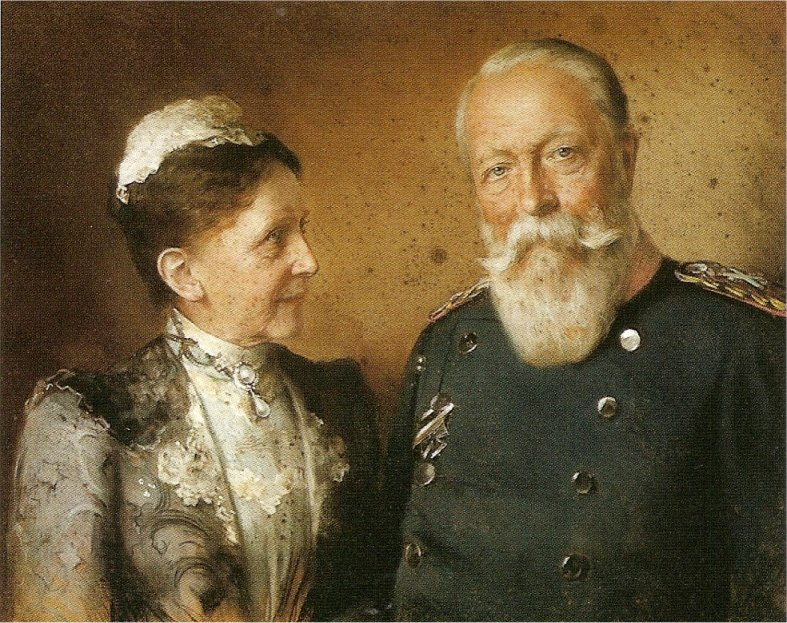
Friedrich I und Luise von Baden

„In recht froher Stimmung über das Gelingen des Zusammenschlussgedankens“ konstituierte sich am 12. Juni 1916 im Beisein von Großherzogin Luise von Baden in Karlsruhe der „Evangelische Frauenverband für Innere Mission in Baden e. V.“. Die Vertreterinnen von zirka 50 diakonisch-evangelischen Frauenvereinen wählten Marie von Marschall zu Bieberstein zur ersten Vorsitzenden. Mit der Vereinigung unter einem gemeinsamen Dachverband konnten die Vereine die neuen Anforderungen an der Heimatfront und in der Kriegsfürsorge effizienter meistern. Zudem ermöglichte ein Zusammenschluss eine größere Wirkungsmächtigkeit in die Gesellschaft und Politik hinein. Neben konkreten Wohlfahrtsprojekten wie etwa Fürsorge für Munitionsarbeiterinnen und Kriegsversehrte sah man eine Herausforderung im sittlich-moralischen Verfall der Soldaten an der Front.
Der Kampf gegen Prostitution, Alkoholismus und für den Schutz der Jugend bildete auch in den Nachkriegsjahren das zentrale Anliegen. In der Bildungs- und Aufklärungsarbeit, der Orientierung am Evangelium, aber auch in der politischen Intervention sahen die durchaus streitbaren Damen die geeigneten Instrumente. Dazu kamen Arbeitsfelder wie die professionelle Ausbildung der Wohlfahrtspflegerinnen und die Müttererholung. Bereits im ersten Jahrzehnt seines Bestehens zeigte der Verband, dass er flexibel auf die Nöte und Entwicklungen der Zeit reagieren konnte. Enttäuschungen und Rückschläge, wie der Verlust der eigenen Häuser, blieben nicht aus.

## Vereinsgeschichte
Vom Ersten Weltkrieg bis in die unmittelbare Gegenwart zeigten die evangelischen Frauen, dass sie bereit sind, Aufgaben und Inhalte ihrer Arbeit immer wieder neu auf den Prüfstand zu stellen, um auf gesellschaftliche Veränderungen zu reagieren. Bildungsarbeit und Diakonie blieben jedoch immer die Grundkonstanten, eingebettet in die Kirche und gestützt auf dem sozialen Auftrag des Evangeliums. Es ist auch eine über hundertjährige Geschichte der Frauenemanzipation.

### Marie von Marschall (1916–1934)

Marie von Marschall – Begründerin des Verbandes und erste Vorsitzende

Am 2. Juli 1916 wurde der „Verband Evangelischer Frauenvereinigungen für Innere Mission in Baden“ gegründet, der ein Zusammenschluss aus über 50 evangelischen Frauenvereinen war; 1923 erfolgte der Eintrag ins Vereinsregister. Erste Vorsitzende bis 1934 war Marie Freifrau von Marschall zu Bieberstein, geborene von Gemmingen. Sie übte ihre Tätigkeit noch ehrenamtlich aus. Am Ende des Ersten Weltkriegs (1. Oktober 1918) wurde die Evangelische Frauenberufsschule für kirchliche und soziale Arbeit gegründet. Sie ist heute die Evangelische Hochschule Freiburg, die staatlich anerkannte Hochschule der Evangelischen Landeskirche in Baden. Erste Leiterin war Helene Freiin von Dungern, danach kam Lina Mayer-Kulenkampff, die spätere Direktorin der staatlichen Augusta Schule in Berlin, für zwei Jahre als Leiterin. Von 1923 bis 1954 hatte Dr. Julie Schenk die Leitung inne.
Am 2. Advent 1916 erfolgte auf Antrag von Marie von Marschall an den Evangelischen Oberkirchenrat die Einrichtung eines landesweiten badischen Frauensonntags. Im Jahr 1923 begann die Müttererholung in Baden, worauf 1925 das Müttererholungshaus Sonnenhaus in Königsfeld erworben wurde. Seit 1927 gab es die erste hauptamtliche Sekretärin Amalie Bayer, die die ehrenamtliche Vorsitzende unterstützte und entlastete. Sie blieb bis zum Jahr 1942 tätig. Nach der Machtergreifung der NSDAP wurde der Name des Verbandes geändert, der Verein nannte sich nun „Frauenwerk der Evangelischen Landeskirche in Baden e.V.“. Im Jahr 1934 gab Marie von Marschall ihr Amt auf; es folgte Elisabeth Schumacher.

### Elisabeth Schumacher (1934–1956)
Die Nationalökonomin, die als Landesführerin des Frauenwerks tätig wurde, hatte auf die Ausübung ihres Berufes verzichtet, als sie einen Pfarrer heiratete und nach und nach vier Kinder bekam. Dennoch war sie sehr engagiert für das Frauenwerk. Inwieweit die Zusammenarbeit mit NS-Organisationen aus Überzeugung oder Notwendigkeit erfolgte, ist schwer zu beurteilen. Kritik am System übte sie, wenn es zu Konflikten mit der Arbeit im Frauenwerk kam, dessen Unabhängigkeit sie auf jeden Fall bewahren wollte.
Am 1. Oktober 1935 kam die Vikarin Renate Scherer als erste landeskirchliche Theologin in die Frauenarbeit im Frauenwerk, Schwerpunkt ihrer Arbeit war der Mütterdienst, dort war sie ab 1938 die Leiterin. Später war sie als theologische Lehrerin an der Sozialen Frauenschule in Freiburg tätig. 1938 wurde der Name des Frauenwerks erneut geändert, es hieß nun „Frauenarbeit der Evangelischen Landeskirche Baden e.V.“ und kam so unter das Dach der Landeskirche.

### Grete Gillet (1940–1956)
Die Theologin Grete Gillet, die 1923 als erste Frau in den landeskirchlichen Dienst als Religionslehrerin übernommen worden war, wurde in der Frauenarbeit erste hauptamtliche Geschäftsführerin (GF 1940–1949; später erste Theologische Leiterin 1949–1956).
Im Jahr 1942 wurde die Vereinsstruktur aufgelöst und alles als „Frauenarbeit“ in die Landeskirche übernommen, um die Frauenarbeit vor dem Zugriff der Nationalsozialisten zu schützen. 1942 kam es zur Übernahme des Hauses Sonnenhaus durch die Innere Mission. 1943 übernahm die Evangelische Landeskirche in Baden die Trägerschaft der Sozialen Frauenschule, um sie vor dem Zugriff der Nationalsozialisten zu schützen.
Ab 1945 gab es schwierige Verhältnisse überall in Deutschland, Baden war ein Teil der Französischen Besatzungszone, das neue Bundesland Baden-Württemberg entstand neu. Die Menschen mussten sich bis zur Währungsreform 1948 durch schwierige Hungejahre kämpfen und gleichzeitig das Land wiederaufbauen.
Im Jahr 1954 begann die Spätaussiedlerinnenarbeit in Baden, die bis 2007 fortgesetzt wurde. 1955 gab es die nächste Namensänderung, nun nannte man sich „Frauenarbeit in Frauenwerk der Evangelischen Landeskirche in Baden“. Das Müttergenesungsheim Baden-Baden wurde durch die der Landeskirche 1955 erworben. 1956 begann die erste evangelische Dorfhelferin, Lydia Wenz, in Boxberg mit ihrer Tätigkeit.

### Gertrud Hamann (1955–1971)

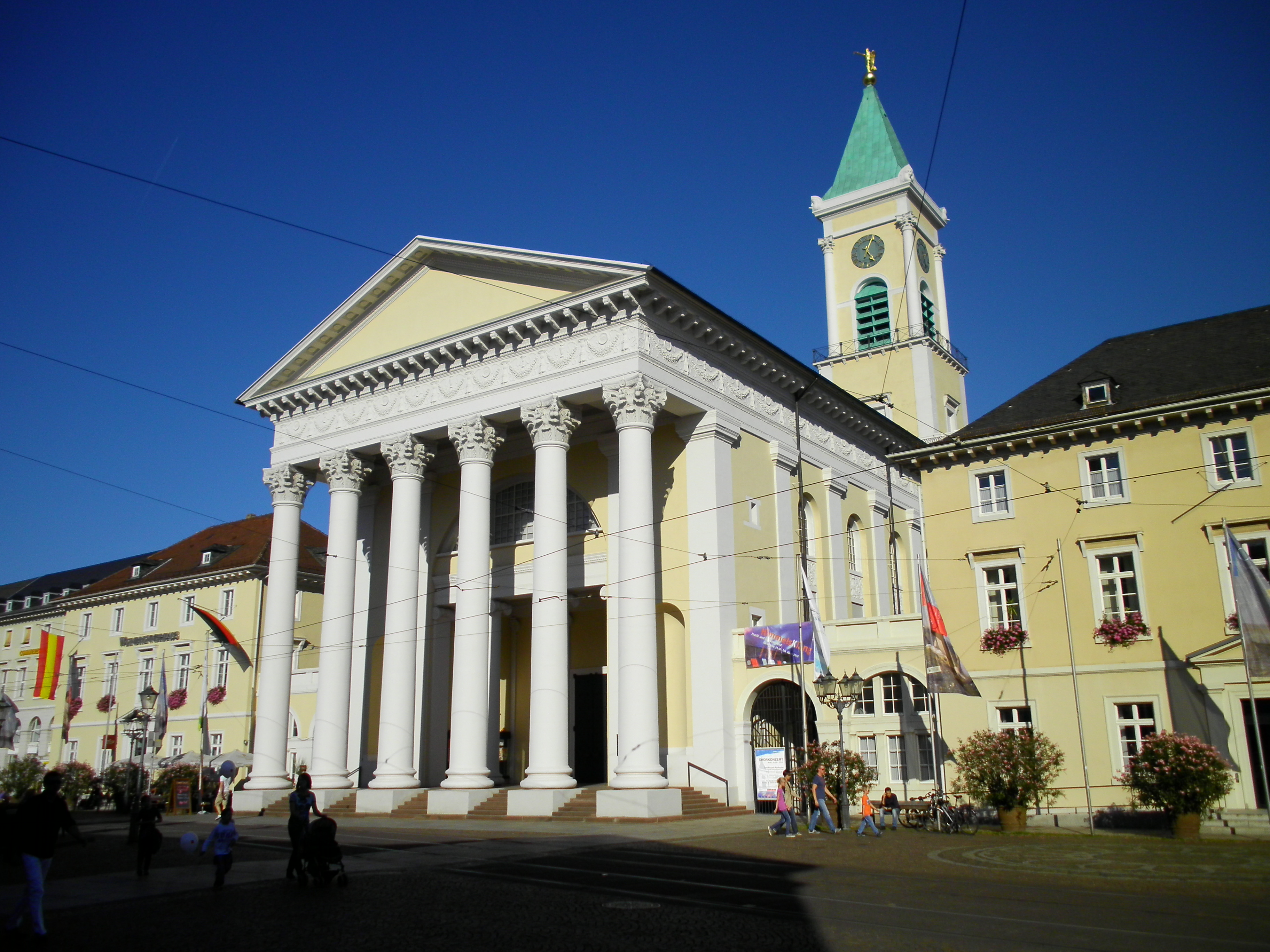
Evangelische Stadtkirche am Marktplatz, Karlsruhe

Sie musste als Jüdin nach Frankreich fliehen, wo sie 1940 in ein Internierungslager kam, sich um Kinder kümmerte und sich zur Lehrerin ausbildete. 1947 kehrte sie nach Deutschland zurück und arbeitete zunächst als Gemeindehelferin, bis sie 1955 Geschäftsführerin der Frauenarbeit wurde, die sie dann bis 1971 leitete.
1959 wurde der „Verein zur Förderung der Evangelischen Dorfhelferinnenarbeit in Baden“ gegründet, den es 40 Jahre lang – bis 1999 – gab. Im Jahr 1960 wurde das Müttergenesungshaus „Marie von Marschall Haus“ in Hinterzarten durch die Landeskirche erworben. Und sechs Jahre später (1966) konnte man das 50-jährige Jubiläum unter dem Motto „Es gilt der Frau zu helfen, ihr Leben zu bewältigen“ feiern.

### Moderne Zeiten – neue Aktionen
Von 1962 bis 1981 war Ruth Pfisterer (Pfarrerin) die Theologische Leiterin und von 1971 bis 1985 war Annelise Fehrholz (Sozialarbeiterin) die Geschäftsführerin. 1981–2000 bekleidete Eva Loos (Pfarrerin) das Amt der Theologischen Leiterin, während Doris Eck (Sozialarbeiterin) von 1985 bis 1996 Geschäftsführerin war. Von ihr übernahm Eva Adam (Grund- und Hauptschullehrerin, Frauenbeauftragte) 1996–1999 die Geschäftsführung.
Im Jahr 1978 erfolgte die nächste Namensänderung. Aus Frauenwerk wurde „Frauenarbeit der Evangelischen Landeskirche in Baden“. 1978–1994 beteiligte sich die „Frauenarbeit“ an der Protestaktion „Kauft keine Früchte aus Südafrika“ auf Initiative der Evangelischen Frauen Deutschland (EFD). 1978–1981 gab es das Ökumenische Studienprogramm „Die Gemeinschaft von Frauen und Männern in der Kirche“. 1983 entstand aus dem „Bittgang für das Leben“ die Frauenfriedensbewegung in Baden „Unterwegs für das Leben“. Das 70-jährige Jubiläum 1986 stand unter dem Motto „Wer wir sind. Was wir wollen. Was wir tun“.
1988–1998 beteiligte man sich an der Ökumenischen Dekade „Solidarität der Kirchen mit den Frauen“ und holte 1989 die Synode der Evangelischen Kirche in Deutschland nach Bad Krozingen, welche das Schwerpunktthema „Die Gemeinschaft von Frauen und Männern in der Kirche“ hatte. Das Dorfhelferinnenwerk wurde 1990 an das Diakonische Werk Baden abgegeben.
Im Juni 1996 stand das 80. Jubiläum im Albert Schweitzer Saal unter dem Motto „jubeln-weiblich“. 1999 wurde das Müttergenesungshaus Baden-Baden durch die Landeskirche verkauft.

### Frauenarbeit im 21. Jahrhundert

Roll-up der Wanderausstellung zum 100-jährigen Jubiläum

Von 2000 bis 2012 war Annegret Brauch (Pfarrerin, Kirchenrätin) die Leiterin der Geschäftsstelle, seit 2013 ist es Anke Ruth-Klumbies (Pfarrerin, Kirchenrätin).
2002 wurde der Grundkurs Feministische Theologie „Lebendige Theologie der Frauen“ zum ersten Mal in Baden durchgeführt. 2004 verkaufte die Landeskirche das „Marie von Marschall Haus“. 2006 wurde die Frauenstiftung GRATIA gegründet. Das 90-jährige Jubiläum stand unter dem Motto „Und sie lacht des kommenden Tages“.
2007 gründete sich das „Interreligiöse Frauennetz Baden“. Der „Ökumenische Frauenkongress“ tagte in Stuttgart unter dem Motto: „Aus der Fülle handeln – Frauen gestalten Zukunft“.
2012 wurde „Frauenarbeit“ umbenannt in „Evangelische Frauen in Baden“. In den Jahren 2012/2013 gab es ein Fernstudium Feministische Theologie. Ab 2012 wurde das sogenannte „Frauenmahl“ an verschiedenen Orten veranstaltet – 2012 in Karlsruhe-Durlach; 2013 in Heidelberg; 2014 in Freiburg (Motto „Frauen und Macht“); 2015 in Basel (Motto „Grenzgängerinnen“); 2016 in Konstanz (Motto „Frauen im Konzil – leidenschaftlich, politisch, heilig“) sowie 2016 in Pforzheim (Motto „Stadt der Frauen“). 2016 wurde der erste „FrauenPreacherSlam“ und „FrauenSingTag“ in Baden durchgeführt.
Zum 100-jährigen Jubiläum im Jahr 2016 unter dem Titel „Über mich hinaus“ gab es die Wanderausstellung mit Roll-ups.
In den Jahren 2017–2018 wurde wieder das Fernstudium Theologie „Feministisch, Kontextuell, Genderbewusst“ angeboten.
Die Frauenstiftung GRATIA erhielt im Jahr 2017 den 1. Badischen Stiftungspreis.

### Hauptamt und Ehrenamt

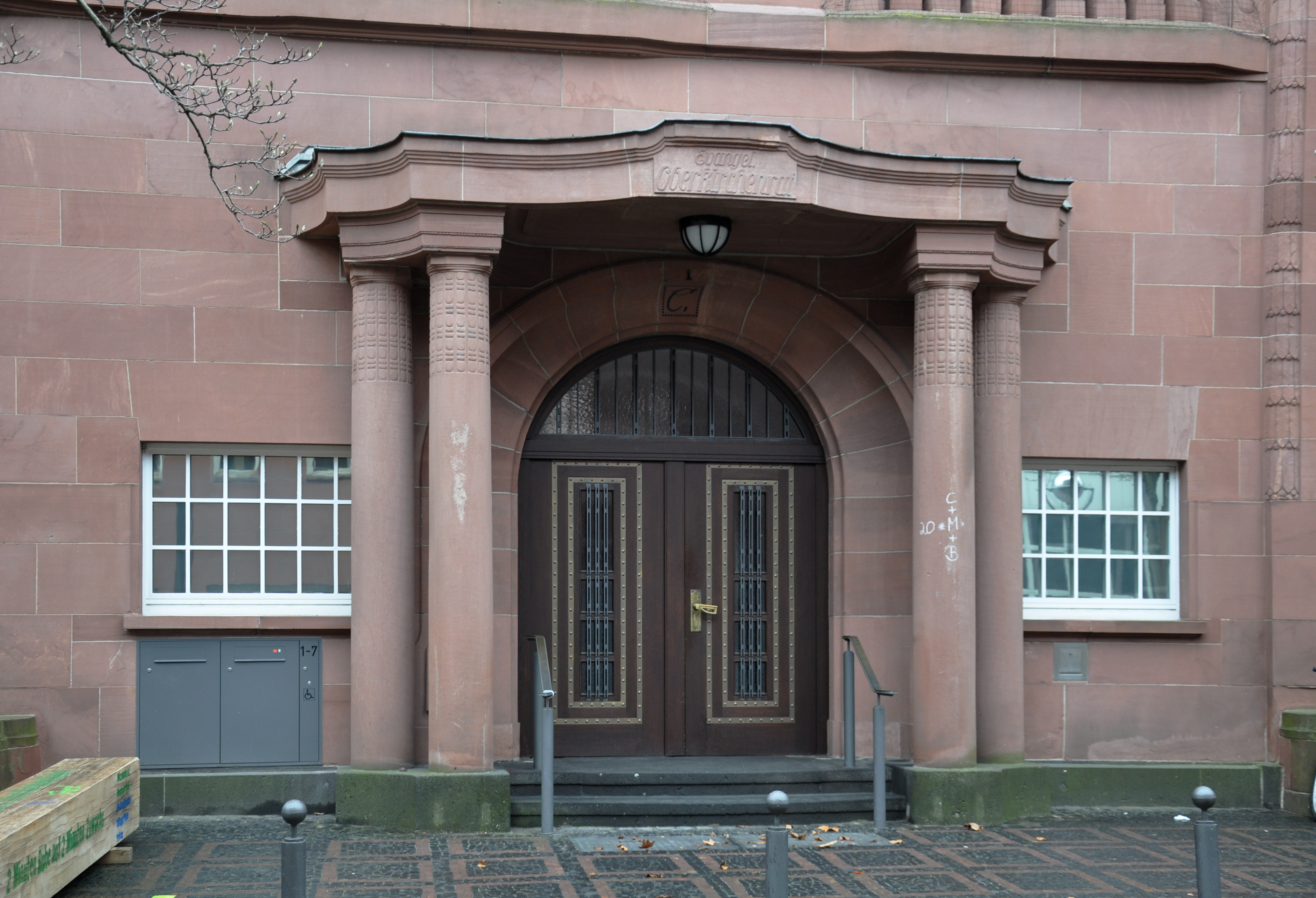
Portal zum Oberkirchenrat

Mit Marie Freifrau von Marschall stand in den ersten Jahren eine „Ehrenamtliche“ an der Spitze der Evangelischen Frauen in Baden. Doch bereits 1927 wurde ihr mit Amalie Bayer eine hauptamtliche Sekretärin zur Seite gestellt. Im Jahr 1940 wurde dann die Theologin Grete Gillet die erste hauptamtliche Geschäftsführerin. Zu dieser Zeit war bereits Elisabeth Schumacher (Baden) die ehrenamtliche Vorsitzende. Bis heute hat es sich bewährt, dass Hauptamt und Ehrenamt gemeinsam an der Spitze der Evangelischen Frauen in Baden stehen.

### Hauptamtliche Geschäftsführerinnen und theologische Leiterinnen der Geschäftsstelle
- 1927–1942: Amalie Bayer, Sekretärin der ehrenamtlichen Geschäftsführung
- 1940–1949: Dr. Grete Gillet, Theologin, Geschäftsführerin
- 1949–1956: Dr. Grete Gillet, Theologin, Theologische Leiterin
- 1949–1954: Hilde Schneider, Pfarrfrau, Kriegswitwe, Geschäftsführerin
- 1956–1971: Gertrud Hamann, Landesfürsorgerin, Geschäftsführerin
- 1962–1981: Ruth Pfisterer, Pfarrerin, Theologische Leiterin
- 1971–1985: Annelise Fehrholz, Sozialarbeiterin, Geschäftsführerin
- 1981–2000: Eva Loos, Pfarrerin, Theologische Leiterin
- 1985–1996: Doris Eck, Sozialarbeiterin, Geschäftsführerin
- 1996–1999: Eva Adam, Grund- und Hauptschullehrerin, Frauenbeauftragte, Geschäftsführerin
- 2000–2012: Annegret Brauch, Pfarrerin, Kirchenrätin, Leiterin der Geschäftsstelle
- Seit 2013: Anke Ruth-Klumbies, Pfarrerin, Kirchenrätin, Leiterin der Geschäftsstelle

## „Evangelische Frauen in Baden“ heute

Evangelische Landeskirche in Baden: Logo

### Programm
Soziales Engagement, Bildungsarbeit und gelebte Spiritualität sind zentrale Arbeitsfelder Evangelischer Frauenarbeit. Frauengruppen werden begleitet und beraten, Ehrenamtliche und Hauptamtliche qualifiziert und fortgebildet.
Frauen engagieren sich in Projekten und Aktionen und greifen in einem offenen Veranstaltungsangebot frauenrelevante und aktuelle Themen auf. Frauen wollen andere Frauen dazu einladen, ermutigen und ermächtigen, Kirche und Gesellschaft mitzugestalten. Frauenreisen bieten Gelegenheit zu Begegnung und Austausch. Frauen vernetzen sich mit anderen Frauenorganisationen vor Ort und in weltweit ökumenischer Perspektive. Frauen beobachten und reflektieren die Vielfalt der Lebenssituationen von Frauen. Frauen machen den Beitrag, den Frauen in Kirche und Gesellschaft leisten, sichtbar und setzen sich für die Verwirklichung von geschlechtergerechten Verhältnissen ein. Auch die Frauenstiftung GRATIA fördert Projekte, die das Engagement von Frauen weltweit unterstützen.

### Themen
- Spiritualität und Frauenalltag
- PILGER.SCHÖN – Pilgern für Frauen
- Weltgebetstag und Ökumene
- Frauensonntag
- Geschlechterbewusste Theologie
- Frauen und Gesundheit, Müttergenesung
- Alleinerziehende und Familien
- Projekte gegen Menschenhandel und Zwangsprostitution
- Unterwegs für das Leben – für Frieden, Gerechtigkeit und Bewahrung der Schöpfung
- Frauen und Flucht
- Frauenmahl
- Interreligiöses Frauennetzwerk